# 实射影平面
| 射影平面的基本多边形。 | 莫比乌斯带只有一条边，将相对开边反向黏合起来便成为闭合的射影平面。 | 对照克莱因瓶，是莫比乌斯带相对开边同向黏合。 |

在数学中，实射影平面（英語：Real projective plane）是R3中所有过原点直线组成的空间，通常记作{\displaystyle \mathbb {R} P^{2}}，无歧义时也记为{\displaystyle P^{2}}。这是一个不可定向、紧致、无边界二维流形（即一个曲面），它在几何中有基本的应用，但不能无自交地嵌入我们通常的三维欧几里得空间。它的亏格是1，故欧拉示性数也为1。
实射影平面有时描述为基于莫比乌斯带的构造：如果能把莫比乌斯带的（一条）边以恰当的方向黏合，将得到射影平面。等价地，沿着莫比乌斯带的边界黏合一个圆盘给出射影平面。
由于莫比乌斯带可构造为将正方形的一组对边反向黏合，从而实射影平面可以表示为单位正方形（[0,1] × [0,1]）将它的边界通过如下等价关系等同：
{\displaystyle (0,y)\sim (1,1-y)}  对{\displaystyle 0\leq y\leq 1} ,
以及
{\displaystyle (x,0)\sim (1-x,1)}  对{\displaystyle 0\leq x\leq 1},
即如右图所示。因为正方形同构于圆盘，故这也等价于将圆盘边界的对径点黏合。

## 构造
考虑一个球面，设球面的大圆（假设地球是一个球形，那么赤道就是大圆）是“直线”，对径点对是“点”（一对对径点是通过大圆圆心的直线与大圆相交的两个点）。容易验证它们满足射影平面所需的公理：
- 任何两个不同的大圆交于一对对径点；
- 任何两个不同的对径点对位于惟一一个大圆上。

这就是实射影平面。
如果我们将球面上每个点与其对径点等同，则我们得到了实射影平面的一个表示，其中射影空间的“点”确实是点。
射影平面是球面在等价关系~下的商空间，这个等价关系~就是对径关系，即  {\displaystyle x\sim y}当且仅当{\displaystyle y=-x}。这个球面的商空间同构于R3中所有通过原点的直线的集合。
所得的曲面是一个2维紧不可定向流形，有一点难以想象，因为它不能无自交地嵌入三维欧几里得空间中。
从球面到实射影平面的商映射事实上是一个（2对1）覆盖映射。从而实射影平面的基本群是二阶循环群，即整数模2群。可以取上图中的环路AB作为生成元。

## 实射影平面浸入三维空间

罗马曲面动画示意图

射影平面不能嵌入（这要求没有自交）三维空间，不过可以浸入（局部邻域没有自交点）。伯伊曲面是浸入的一个实例。
罗马曲面是从射影平面到三维空间一个更加退化的映射，包含一个交叉帽。同样对具有一个交叉套的球面也成立。
射影平面不能嵌入三维欧几里得空间，可作如下证明：假设可以嵌入，由广义若尔当曲线定理它将在三维欧几里得空间中围出一个紧区域。向外的单位法向量场将给出边界流形的一个定向，但边界流形就是射影平面，它是不可定向的。这是一个矛盾，从而我们所假设的嵌入必定是错误的。
实射影平面的一个多面體半形表示是四面半六面體。
从相反的方向来看，立方體半形、十二面體半形以及二十面體半形、抽象正则多面體，都可以构造成射影平面中的正则图形。

## 齐次坐标
平面中的直线集合可以用齐次坐标表示。直线{\displaystyle ax+by+c=0}可以表示为{\displaystyle [a:b:c]}。这些坐标有等价关系，对所有非零{\displaystyle d}，{\displaystyle [a:b:c]=[da:db:dc]}。从而相同直线的不同表示{\displaystyle dax+dby+dc=0}有同样的坐标。坐标集合{\displaystyle [a:b:1]}给出了通常实平面，而坐标集合{\displaystyle [a:b:0]}定义了一个无穷远直线。

## 嵌入4维空间
射影平面可嵌入一个4维欧几里得空间。考虑{\displaystyle \mathbb {R} P^{2}}是2维球面{\displaystyle S^{2}=\{(x,y,z)\in \mathbb {R} ^{3}:x^{2}+y^{2}+z^{2}=1\}}由对径关系{\displaystyle (x,y,z)\sim (-x,-y,-z)\,}得到的商。考虑由{\displaystyle (x,y,z)\longmapsto (xy,xz,y^{2}-z^{2},2yz)}给出的函数{\displaystyle \mathbb {R} ^{3}\to \mathbb {R} ^{4}}。将这个映射限制在区域{\displaystyle S^{2}}上，因为它是一个二次多项式，故可分解，给出一个映射{\displaystyle \mathbb {R} P^{2}\to \mathbb {R} ^{4}}，并且这个映射是嵌入。注意到这个嵌入有一个到{\displaystyle R^{3}}的投影，即罗马曲面。

## 高阶亏格
基本多边形一文提供了高阶亏格实射影平面的一个描述。

## 又见
- 射影空间
- 实射影平面的蒲不等式（蒲保明）